# Puchar Węgier w piłce siatkowej mężczyzn (2018/2019)
Puchar Węgier w piłce siatkowej mężczyzn 2018/2019 (oficjalnie: K&H Röplabda Magyar Kupa férfi 2018/2019) – 65. sezon rozgrywek o siatkarski Puchar Węgier organizowany przez Węgierki Związek Piłki Siatkowej (Magyar Röplabda Szövetség). Zainaugurowany został 28 września 2018 roku.
W rozgrywkach o Puchar Węgier wzięło udział 17 drużyn z Nemzeti Bajnokság I, Nemzeti Bajnokság II oraz ligi Budapesztu. Rozgrywki składały się z I rundy, 1/8 finału, ćwierćfinałów, półfinałów, meczu o 3. miejsce oraz finału. We wszystkich fazach rywalizacja toczyła się systemem pucharowym.
Finał oraz mecz o 3. miejsce odbyły się 16 lutego 2019 r. w Érd Aréna w Érd.
Puchar Węgier zdobył klub HÉP-Kecskeméti RC, który w finale pokonał LV Sport Pénzügyőr SE.

## Drużyny uczestniczące
| Nemzeti Bajnokság I 12 drużyn | Nemzeti Bajnokság I 12 drużyn |
| ----------------------------- | ----------------------------- |
| DEAC SNK                      | ćwierćfinał                   |
| Dunaferr SE                   | 1/8 finału                    |
| Fino Kaposvár SE              | 4. miejsce                    |
| HÉP-Kecskeméti RC             | zwycięstwo                    |
| LV Sport Pénzügyőr SE         | finał                         |
| MÁV Előre SC                  | ćwierćfinał                   |
| MAFC-BME                      | ćwierćfinał                   |
| PTE-PEAC                      | 1/8 finału                    |
| Sümegi RE                     | 1/8 finału                    |
| SZESE Győr                    | 1/8 finału                    |
| Szolnoki RK                   | ćwierćfinał                   |
| Vegyész RC Kazincbarcika      | 3. miejsce                    |

| Nemzeti Bajnokság II 4 drużyny | Nemzeti Bajnokság II 4 drużyny |
| ------------------------------ | ------------------------------ |
| GLP Nyíregyháza                | I runda                        |
| MEAFC-Miskolc                  | 1/8 finału                     |
| Pénzügyőr SE                   | 1/8 finału                     |
| Szegedi RSE                    | 1/8 finału                     |

| Pozostałe 1 drużyna | Pozostałe 1 drużyna |
| ------------------- | ------------------- |
| TFSE                | 1/8 finału          |

## System rozgrywek
Rozgrywki o Puchar Węgier składały się z I rundy, 1/8 finału, ćwierćfinałów, półfinałów, meczu o 3. miejsce oraz finału. We wszystkich fazach rywalizacja toczyła się systemem pucharowym. W I rundzie utworzona została jedna para - o awansie decydowało jedno spotkanie. W 1/8 finału, ćwierćfinałach oraz półfinałach w ramach pary rozgrywano jeden mecz, jeżeli spotykały się drużyny z różnych klas rozgrywkowych, z tym że gospodarzem była drużyna z niższej klasy rozgrywkowej, bądź dwumecz, jeżeli grały ze sobą zespoły z tej samej klasy rozgrywkowej. Za każdy mecz drużyny otrzymywały punkty według następującego klucza:
- 3:0, 3:1 – 3 pkt,
- 3:2 – 2 pkt,
- 2:3 – 1 pkt,
- 1:3, 0:3 – 0 pkt.

Jeżeli po rozegraniu dwóch meczów obie drużyny zdobyły taką samą liczbę punktów, rozgrywany był złoty set grany do 15 punktów.
Zwycięzcy półfinałów rozgrywali ze sobą jeden mecz finałowy o Puchar Węgier, natomiast przegrani - mecz o 3. miejsce.

## Rozgrywki

### I runda
| 28.09.2018    | GLP Nyíregyháza | 1:3 (24:26, 25:22, 18:25, 22:25) | SZESE Győr | Nyíregyházi Vasvári Pál Gimnázium, Nyíregyháza    |  |
| 18:00 (UTC+1) |                 | raport                           |            | Widzów: 56 Sędziowie: Attila Szabó i Tibor Villás |  |

### 1/8 finału
| 02.10.2018    | MÁV Előre SC | 3:1 (36:34, 23:25, 25:17, 25:22) | Sümegi RE | Jáky József Szakgimnáziuma, Székesfehérvár                 |  |
| 17:30 (UTC+1) |              | raport                           |           | Widzów: 50 Sędziowie: Lajos Zoltán Nagy i Barabás Barnabás |  |

| 18.10.2018    | Sümegi RE | 0:3 (19:25, 18:25, 21:25) | MÁV Előre SC | Tatár Mihály Tornacsarnok, Sümeg                       |  |
| 18:00 (UTC+1) |           | raport                    |              | Widzów: 50 Sędziowie: Lajos Zoltán Nagy i Ferenc Bibók |  |

| 24.10.2018    | TFSE | 0:3 (11:25, 11:25, 16:25) | Fino Kaposvár SE | Testnevelési Egyetem, Budapeszt                   |  |
| 20:00 (UTC+1) |      | raport                    |                  | Widzów: 50 Sędziowie: Ádám Takács i Lajos Mocsnik |  |

| 17.10.2018    | MEAFC-Miskolc | 0:3 (16:25, 15:25, 22:25) | Szolnoki RK | Miskolci Egyetemi Körcsarnok, Miszkolc                   |  |
| 20:00 (UTC+1) |               | raport                    |             | Widzów: 100 Sędziowie: József Csizmarik i László Bodrogi |  |

| 04.11.2018    | Szegedi RSE | 0:3 (16:25, 14:25, 22:25) | HÉP-Kecskeméti RC | József Attila Általános Iskola, Segedyn               |  |
| 17:00 (UTC+2) |             | raport                    |                   | Widzów: 117 Sędziowie: András Varga i Melinda Varjasi |  |

| 21.10.2018    | DEAC SNK | 3:2 (25:23, 22:25, 22:25, 28:26, 15:8) | Dunaferr SE | DESOK Sportcsarnok, Debreczyn                       |  |
| 17:00 (UTC+1) |          | raport                                 |             | Widzów: 100 Sędziowie: Barbara Sík i Gyula Tillmann |  |

| 26.10.2018    | Dunaferr SE | 2:3 (26:24, 25:21, 24:26, 10:25, 8:15) | DEAC SNK | Dunaújváros Sportcsarnok, Dunaújváros                |  |
| 19:00 (UTC+1) |             | raport                                 |          | Widzów: 100 Sędziowie: Róbert Soltész i Ferenc Bibók |  |

| 18.10.2018    | PTE-PEAC | 0:3 (10:25, 18:25, 19:25) | LV Sport Pénzügyőr SE | PTE-ÁOK Mozgástani Intézet, Pecz                   |  |
| 20:00 (UTC+1) |          | raport                    |                       | Widzów: 46 Sędziowie: Gyula Tillmann i Géza Gyulai |  |

| 24.10.2018    | LV Sport Pénzügyőr SE | 3:0 (25:6, 25:13, 25:17) | PTE-PEAC | Pénzügyőr Sportcsarnok, Budapeszt                      |  |
| 20:00 (UTC+1) |                       | raport                   |          | Widzów: 50 Sędziowie: Attila Pőcze i Lajos Zoltán Nagy |  |

| 31.10.2018    | Pénzügyőr SE | 0:3 (11:25, 18:25, 12:25) | MAFC-BME | Széchenyi István Mezőgazdasági, Hajdúböszörmény      |  |
| 19:30 (UTC+2) |              | raport                    |          | Widzów: 20 Sędziowie: Tibor Villás i Gergely Kulcsár |  |

| 26.10.2018    | SZESE Győr | 0:3 (14:25, 20:25, 15:25) | Vegyész RC Kazincbarcika | Egyetemi Edzőcsarnok, Győr                         |  |
| 18:00 (UTC+1) |            | raport                    |                          | Widzów: 80 Sędziowie: Zsolt Mezőffy i Ádám Barabás |  |

| 31.10.2018    | Vegyész RC Kazincbarcika | 3:0 (25:11, 25:12, 25:13) | SZESE Győr | Don Bosco Sportközpont, Kazincbarcika                  |  |
| 18:00 (UTC+2) |                          | raport                    |            | Widzów: 400 Sędziowie: Tamás Jámbor i József Csizmarik |  |

### Ćwierćfinały
| 22.11.2018    | MÁV Előre SC | 1:3 (19:25, 30:28, 21:25, 23:25) | Fino Kaposvár SE | Jáky József Szakgimnáziuma, Székesfehérvár       |  |
| 18:00 (UTC+2) |              | raport                           |                  | Widzów: 100 Sędziowie: Péter Vári i Attila Pőcze |  |

| 29.11.2018    | Fino Kaposvár SE | 3:1 (25:16, 18:25, 25:13, 25:18) | MÁV Előre SC | Városi Sportcsarnok, Kaposvár                            |  |
| 18:00 (UTC+2) |                  | raport                           |              | Widzów: 320 Sędziowie: Krisztina Árpás i Melinda Varjasi |  |

| 05.12.2018    | Szolnoki RK | 0:3 (16:25, 15:25, 20:25) | HÉP-Kecskeméti RC | Városi Sportcsarnok, Szolnok                     |  |
| 19:00 (UTC+2) |             | raport                    |                   | Widzów: 15 Sędziowie: István Suba i Tamás Jámbor |  |

| 14.12.2018    | HÉP-Kecskeméti RC | 3:1 (25:16, 21:25, 25:18, 25:15) | Szolnoki RK | Messzi István Sportcsarnok, Kecskemét               |  |
| 18:00 (UTC+2) |                   | raport                           |             | Widzów: 55 Sędziowie: Róbert Soltész i Attila Pőcze |  |

| 13.12.2018    | DEAC SNK | 0:3 (12:25, 14:25, 14:25) | LV Sport Pénzügyőr SE | DESOK Sportcsarnok, Debreczyn                         |  |
| 20:00 (UTC+2) |          | raport                    |                       | Widzów: 70 Sędziowie: József Csizmarik i Tamás Jámbor |  |

| 17.12.2018    | LV Sport Pénzügyőr SE | 3:1 (25:16, 25:14, 19:25, 25:14) | DEAC SNK | Pénzügyőr Sportcsarnok, Budapeszt                        |  |
| 20:00 (UTC+2) |                       | raport                           |          | Widzów: 200 Sędziowie: Krisztina Árpás i Melinda Varjasi |  |

| 14.11.2018    | MAFC-BME | 0:3 (21:25, 19:25, 24:26) | Vegyész RC Kazincbarcika | Folyondár Sportközpont, Budapeszt                  |  |
| 19:30 (UTC+2) |          | raport                    |                          | Widzów: 54 Sędziowie: Mónika Ujházi i János Szarka |  |

| 20.11.2018    | Vegyész RC Kazincbarcika | 3:0 (25:14, 25:23, 25:20) | MAFC-BME | Don Bosco Sportközpont, Kazincbarcika             |  |
| 17:30 (UTC+2) |                          | raport                    |          | Widzów: 300 Sędziowie: Zoltán Mezei i Géza Gyulai |  |

### Półfinały
| 23.01.2019    | Fino Kaposvár SE | 3:2 (22:25, 25:16, 25:22, 23:25, 15:12) | HÉP-Kecskeméti RC | Városi Sportcsarnok, Kaposvár                        |  |
| 18:30 (UTC+2) |                  | raport                                  |                   | Widzów: 250 Sędziowie: Zsolt Mezőffy i Mónika Ujházi |  |

| 31.01.2019    | HÉP-Kecskeméti RC | 3:1 (25:20, 25:20, 18:25, 27:25) | Fino Kaposvár SE | Messzi István Sportcsarnok, Kecskemét                  |  |
| 20:00 (UTC+2) |                   | raport                           |                  | Widzów: 400 Sędziowie: Miklós Horváth i Gyula Tillmann |  |

| 21.01.2019    | LV Sport Pénzügyőr SE | 3:1 (25:23, 25:15, 24:26, 25:20) | Vegyész RC Kazincbarcika | Pénzügyőr Sportcsarnok, Budapeszt                  |  |
| 20:00 (UTC+2) |                       | raport                           |                          | Widzów: 300 Sędziowie: Tamás Jámbor i László Adler |  |

| 29.01.2019    | Vegyész RC Kazincbarcika | 2:3 (20:25, 21:25, 25:21, 25:20, 12:15) | LV Sport Pénzügyőr SE | Don Bosco Sportközpont, Kazincbarcika                |  |
| 18:30 (UTC+2) |                          | raport                                  |                       | Widzów: 650 Sędziowie: Krisztina Árpás i Péter Szabó |  |

### Mecz o 3. miejsce
| 16.02.2019    | Fino Kaposvár SE  | 0:3 (21:25, 19:25, 23:25) | Vegyész RC Kazincbarcika | Érd Aréna, Érd                                         |  |
| 12:30 (UTC+2) | Péter Nagy 13 pkt | raport                    | Németh Szabolcs 15 pkt   | Widzów: 1100 Sędziowie: Zsolt Mezőffy i Miklós Horváth |  |

### Finał
| 16.02.2019    | HÉP-Kecskeméti RC    | 3:1 (25:15, 25:21, 15:25, 25:21) | LV Sport Pénzügyőr SE | Érd Aréna, Érd                                      |  |
| 15:00 (UTC+2) | Marcell Pesti 19 pkt | raport                           | Zoltán Kovács 24 pkt  | Widzów: 1200 Sędziowie: Péter Szabó i Mónika Ujházi |  |